# Семь чудес России
Семь чудес России — проект, целью которого стал поиск семи чудес России. Конкурс организован газетой «Известия», телеканалом «Россия» и радиостанцией «Маяк». Выборы семи «чудес страны» происходили через SMS и интернет.
Конкурс проходил в три этапа. На первом (с 1 октября 2007 года до 1 февраля 2008 года) шёл приём вариантов и голосование по ним. В итоге было отобрано 49 чудес из 7 федеральных округов России (по 7 чудес от каждого федерального округа). С 1 февраля по 1 мая 2008 года прошёл второй этап, в результате которого были отобраны 14 финалистов конкурса. С 1 мая по 10 июня прошёл суперфинал, в котором тайным голосованием были выбраны 7 чудес России. 12 июня 2008 года, в день России, на Красной площади были объявлены победители конкурса.
30 мая 2007 года Российский союз туриндустрии совместно с петербургским журналом «Всемирный следопыт» объявили аналогичную акцию — «Семь чудес России». Для голосования было предложено 100 достопримечательностей, составленного «Всемирным следопытом» (журнал собрал соответствующие предложения читателей журнала, а окончательное формирование перечня было доверено экспертному совету). Было получено и обработано более 20 тысяч голосов в рамках первого этапа. В результате их подсчёта 7 июля 2007 года определился 21 лидер. Далее проводился второй этап. Промежуточные результаты голосования объявлялись седьмого числа каждого месяца, а окончательный список «Семи чудес России» был обнародован 7 июля 2008 года.

## Семь чудес России
В порядке объявления на официальной церемонии.
| Название                               | Местоположение                                | Изображение |
| -------------------------------------- | --------------------------------------------- | ----------- |
| Долина гейзеров                        | Камчатский край                               |             |
| Озеро Байкал                           | Республика Бурятия, Иркутская область, Россия |             |
| Петергоф                               | Санкт-Петербург                               |             |
| Собор Василия Блаженного               | Москва                                        |             |
| Мамаев курган и монумент «Родина-мать» | Волгоград                                     |             |
| Эльбрус — победитель 2-го этапа        | Кабардино-Балкария, Карачаево-Черкесия        |             |
| Хребет Маньпупунёр                     | Республика Коми                               |             |

## Финалисты конкурса
| Название                                  | Местоположение      | Изображение |
| ----------------------------------------- | ------------------- | ----------- |
| Вовнушки                                  | Ингушетия           |             |
| Кирилло-Белозерский монастырь             | Вологодская область |             |
| Кунгурская пещера                         | Пермский край       |             |
| Нижегородский кремль                      | Нижний Новгород     |             |
| Новосибирский зоопарк                     | Новосибирск         |             |
| Природный заповедник «Столбы»             | Красноярский край   |             |
| Тобольский кремль — победитель 1-го этапа | Тюменская область   |             |

## Полуфиналисты конкурса

### Дальневосточный федеральный округ
| Название                 | Местоположение             | Изображение |
| ------------------------ | -------------------------- | ----------- |
| Авачинская бухта         | Камчатский край            |             |
| Алмазный карьер в Мирном | Якутия                     |             |
| Владивостокская крепость | Приморский край            |             |
| Китовая аллея            | Чукотский автономный округ |             |
| Ключевская Сопка         | Камчатский край            |             |
| Полюс холода             | Якутия                     |             |

Плюс Долина гейзеров (один из победителей конкурса).

### Приволжский федеральный округ
| Название                                                          | Местоположение | Изображение |
| ----------------------------------------------------------------- | -------------- | ----------- |
| Автомат Калашникова и Музей стрелкового оружия им. М. Калашникова | Ижевск         |             |
| Башня Сююмбике                                                    | Казань         |             |
| Мечеть Кул-Шариф                                                  | Казань         |             |
| Раифский Богородицкий монастырь                                   | Казань         |             |
| Горы Шиханы в Башкирии                                            | Башкортостан   |             |

Плюс: Кунгурская пещера и Нижегородский кремль (финалисты конкурса)

### Северо-Западный федеральный округ
| Название                | Местоположение  | Изображение |
| ----------------------- | --------------- | ----------- |
| «Алёша»                 | Мурманск        |             |
| Государственный Эрмитаж | Санкт-Петербург |             |
| Исаакиевский собор      | Санкт-Петербург |             |
| Кижи                    | Карелия         |             |

Плюс: Петергоф и Столбы выветривания (победители), а также Кирилло-Белозерский монастырь (финалист).

### Сибирский федеральный округ
| Название           | Местоположение                                         | Изображение |
| ------------------ | ------------------------------------------------------ | ----------- |
| Белуха             | Алтай                                                  |             |
| Васюганские болота | Новосибирская область, Томская область, Омская область |             |
| Великий исток      | Забайкальский край                                     |             |
| Иволгинский дацан  | Бурятия                                                |             |

Плюс: Байкал (победитель), а также Новосибирский зоопарк и Природный заповедник «Столбы» (финалисты).

### Уральский федеральный округ
| Название                        | Местоположение                  | Изображение     |
| ------------------------------- | ------------------------------- | --------------- |
| Аркаим                          | Челябинская область             |                 |
| Музей декабристов в Ялуторовске | Тюменская область               |                 |
| Озеро Зюраткуль                 | Челябинская область             |                 |
| Невьянская башня                | Свердловская область            |                 |
| Памятник клавиатуре             | Свердловская область            |                 |
| Река Юрибей                     | Ямало-Ненецкий автономный округ | Нет изображения |

Плюс Тобольский кремль (финалист).

### Центральный федеральный округ
| Название                               | Местоположение                        | Изображение |
| -------------------------------------- | ------------------------------------- | ----------- |
| Богородицкий дворец                    | Тульская область                      |             |
| Московский государственный университет | Москва                                |             |
| Горицкий Успенский монастырь           | Ярославская область                   |             |
| Троице-Сергиева лавра                  | Московская область                    |             |
| Селигер                                | Новгородская область Тверская область |             |
| Смоленский кремль                      | Смоленская область                    |             |

Плюс Собор Василия Блаженного (победитель).

### Южный федеральный округ
| Название            | Местоположение          | Изображение |
| ------------------- | ----------------------- | ----------- |
| Баскунчак           | Астраханская область    |             |
| Домбай-Ульген       | Карачаево-Черкесия      |             |
| Кавказские дольмены | Южный федеральный округ |             |
| Цейское ущелье      | Северная Осетия         |             |

Плюс: Мамаев курган с монументом «Родина-мать» и Эльбрус (победители), а также замок-крепость Вовнушки (финалист).

## Семь чудес России по версии журнала «Всемирный следопыт»

### Победители (ТОП-7)
| Название                                                      | Местоположение    | Кол-во голосов | Изображение |
| ------------------------------------------------------------- | ----------------- | -------------- | ----------- |
| Казанский кремль с Благовещенским собором и мечетью Кул-Шариф | Казань            | 46 483         |             |
| Псково-Печерский монастырь, г. Печоры                         | Псковская область | 17 183         |             |
| Дворцовая площадь и Зимний дворец                             | Санкт-Петербург   | 17 106         |             |
| Кижи                                                          | Карелия           | 13 723         |             |
| Тобольский кремль                                             | Тобольск          | 13 236         |             |
| Выборгский замок                                              | Выборг            | 13 102         |             |
| Новгородский кремль и Софийский собор                         | Великий Новгород  | 12 944         |             |

### Финалисты (TOП-21)
Помимо 7 победителей, в финал прошло ещё 14 достопримечательностей России:
| Название                                                                                    | Местоположение        | Кол-во голосов | Изображение |
| ------------------------------------------------------------------------------------------- | --------------------- | -------------- | ----------- |
| Ансамбль Красной площади с храмом Василия Блаженного (Покровский собор) и Московский Кремль | Москва                | 12 519         |             |
| Кёнигсбергский собор                                                                        | Калининград           | 12 335         |             |
| Кирилло-Белозерский монастырь, г. Кириллов                                                  | Вологодская область   | 12 267         |             |
| Троице-Сергиева лавра, г. Сергиев Посад                                                     | Московская область    | 9 073          |             |
| Церковь Покрова на Нерли                                                                    | Владимирская область  | 8 774          |             |
| Цитадель Нарын-кала, г. Дербент                                                             | Дагестан              | 7 923          |             |
| Комплекс Мамаев курган                                                                      | Волгоград             | 7 388          |             |
| Соловецкий кремль                                                                           | Архангельская область | 7 079          |             |
| Башня на горе Ахун                                                                          | Сочи                  | 7 039          |             |
| Суздальский кремль и собор Рождества Богородицы                                             | Суздаль               | 6 955          |             |
| Мост через Енисей                                                                           | Красноярск            | 6 832          |             |
| Поселение Аркаим (III—II тыс. до н. э.)                                                     | Челябинская область   | 6 121          |             |
| Астраханский кремль                                                                         | Астрахань             | 5 995          |             |
| Иволгинский буддийский дацан                                                                | Бурятия               | 5 063          |             |

### Полуфиналисты (ТОП-100)
Ниже представлены остальные достопримечательности из списка TOP-100, составленного журналом «Всемирный следопыт»:
1. Александро-Невская лавра. Санкт-Петербург
2. Ансамбль Соборной площади, Каргополь. Архангельская область.
3. Археологический комплекс Тмутаракань, Тамань
4. Большой театр. Москва
5. Вознесенский кафедральный собор и памятники донского казачества. Новочеркасск, Ростовская область.
6. Волго-Донской канал. Волга-Дон
7. Волховская ГЭС и плотина. Ленинградская область
8. Высотные здания сталинского времени. Москва
9. Гатчинский садово-парковый ансамбль. Ленинградская область
10. Городской комплекс шлюзов и каналов. Вышний Волочёк, Тверская область.
11. Дворцовый мост. Санкт-Петербург
12. Екатерининский дворец и Янтарная комната, г. Пушкин. Санкт-Петербург
13. Ивангородская крепость. Ленинградская область
14. Изборская крепость. Псковская область
15. Михайловский замок. Санкт-Петербург
16. Ипатьевский монастырь. Кострома
17. Исаакиевский собор. Санкт-Петербург
18. Казанский собор. Санкт-Петербург
19. Каменные лабиринты на Заячьем острове, Соловецкие острова. Архангельская область
20. Китай-город. Москва
21. Коневецкий монастырь. Ленинградская область
22. Константиновский дворец в Стрельне. Санкт-Петербург
23. Копорская крепость. Ленинградская область
24. Вологодский кремль. Вологда
25. Кремль. Нижний Новгород
26. Кремль. Ростов Великий
27. Крепость и собор Святого Георгия в Старой Ладоге. Ленинградская область
28. Крепость Орешек, Шлиссельбург. Ленинградская область
29. Кронштадтские форты. Санкт-Петербург
30. Купеческие кварталы в центре города и мост через Ангару. Иркутск
31. Курортный комплекс Минеральные Воды — Кисловодск — Ессентуки. Ставропольский край
32. Летний сад. Санкт-Петербург
33. Мемориальный комплекс «Парк победы». Саратов
34. Мечети и ханские мавзолеи. Касимов, Рязанская область
35. Монастырский комплекс острова Валаам. Карелия
36. Музей деревянного зодчества «Малые Корелы». Архангельск
37. Никольский Морской собор, Кронштадт. Санкт-Петербург
38. Новодевичий монастырь. Москва
39. Новоиерусалимский монастырь, г. Истра. Московская область
40. Академгородок. Новосибирск
41. Обелиск «Центр Азии», г. Кызыл. Тува
42. Монастырь Оптина пустынь. Калужская область
43. Останкинская телебашня. Москва
44. Павловский садово-парковый ансамбль. Санкт-Петербург
45. Голова Ленина. Улан-Удэ
46. Памятник компьютерной клавиатуре. Екатеринбург
47. Памятник Петру I («Медный всадник»). Санкт-Петербург
48. Пермские деревянные боги, Пермская галерея. Пермь
49. Наскальные изображения — Петроглифы. Карелия
50. Петропавловская крепость. Санкт-Петербург
51. «Плавающая» колокольня Никольского собора. Калязин, Тверская область
52. Плотина Братской ГЭС. Иркутская область
53. Приоратский дворец, г. Гатчина. Ленинградская область
54. Природно-исторический парк «Царицыно». Москва
55. Псковский кремль. Псков
56. Сейды горы Вотовара. Карелия
57. «Склеп Геракла» в археологическом заповеднике «Горгиппия». Анапа, Краснодарский край
58. Смоленский кремль. Смоленск
59. Смольный собор. Санкт-Петербург
60. Спасо-Преображенский и Никольский соборы, Переяславль-Залесский. Ярославская область
61. Спасо-Преображенский собор Спасского монастыря, церковь Ильи Пророка и церковь Иоанна Предтечи. Ярославль
62. Стрелка Васильевского острова. Санкт-Петербург
63. Тихвинский монастырь. Ленинградская область
64. Троицкий собор, Муром. Владимирская область
65. Университетский комплекс. Томск
66. Усадебный ансамбль «Архангельское». Московская область
67. Усадебный ансамбль «Кусково». Москва
68. Усадьба «Абрамцево». Московская область
69. Музей-усадьба «Останкино». Москва
70. Успенский и Вознесенский соборы. Звенигород, Московская область
71. Успенский и Дмитриевский соборы. Владимир
72. Ферапонтов монастырь, г. Кириллов. Вологодская область
73. Фонтаны Петродворца. Санкт-Петербург
74. Храм на Крови. Екатеринбург
75. Храм Христа Спасителя. Москва
76. Храм воскресения Христова («Спас на Крови»). Санкт-Петербург
77. Церковь Бориса и Глеба, село Кидекша. Владимирская область
78. Церковь Вознесения в Коломенском. Москва
79. Церковь Спаса Преображения на Ильине улице. Великий Новгород